# Euryproctus spinipes
Euryproctus spinipes là một loài tò vò trong họ Ichneumonidae.